# Mimi Brühlmann
Mimi Brühlmann (Martigny, 3 augustus 1913 - aldaar, 21 november 1998) was een Zwitserse hotelierster die tijdens de Tweede Wereldoorlog werd gedeporteerd door de nazi's.

## Biografie
Mimi Brühlmann was een dochter van Constant Dénéréaz, een hotelier, en van Emilie Lattion. Ze was een eerste maal getrouwd met de heer Manzoni, een Italiaan, en een tweede maal met Werner Brühlmann, een vergulder. Van 1914 tot 1915 verbleef ze in Londen, maar later vestigde ze zich in Parijs. Ze baatte er een hotel uit dat in juni 1940 door de Duitsers werd opgeëist.
Na Operatie Dynamo en de Slag om Duinkerke organiseerde ze een netwerk om achtergebleven Engelsen, die ze op de zolder van haar hotel verstopte, naar de vrije zone te brengen. Nadat ze in oktober 1940 werd verraden werd ze aanvankelijk ter dood veroordeeld. Later zag ze haar straf worden omgezet in twintig jaar gevangenisstraf en werd ze in augustus 1941 naar Duitsland gedeporteerd. Na een mislukte ontsnapping in 1942 werd ze uiteindelijk overgebracht naar het werkkamp van Chomutov in Bohemen. In mei 1945 werd ze bevrijd door de Sovjets. Kort daarna keerde ze terug naar Zwitserland. 

## Onderscheidingen
- Frankrijk: Médaille Militaire
- Verenigd Koninkrijk: graad van sergeant in het Britse leger